# Luzula taurica
Luzula taurica — вид рослин із родини ситникових (Juncaceae), що зростає в південно-східній Європі й Західній Азії.

## Морфологічна характеристика
Це багаторічна рослина, щільно чи рідко нещільно кущиста. Кореневище коротке, без столонів. Стебло заввишки 8–20 см. Прикореневі листки 4–8 см × 2–4 мм, тупі, плоскі, біля основи густо війчасті; стеблових листків 1–2, 50–70 × 0.5–1 мм, війчасті на краях та основі, тупі, поля дрібно зазубрені. Суцвіття складається з 1–2 сидячих кластерів і 2–4 не сидячих; кластери від яйцеподібних до напівсферичних. Коробочка зворотно яйцеподібна, від блідо- до темно-коричневого забарвлення, 2.4–2.5 × 1.5–1.6 мм, гостра. Насіння жовтувате. 2n=12. Листочки оцвітини темно-коричневі або чорні, з коричнюватими або білуватими краями, 2.9–4.0 мм завдовжки. Насіння 1.0–1.2 × 0.7–0.8 мм; придаток (0.2)0.3–0.4(0.5) мм завдовжки. Поверхня насіння має чотирикутні, п'ятикутні або шестикутні, подовжені або округлі комірки.

## Середовище проживання
Зростає в Європі (Албанія, Болгарія, Греція, євр. Туреччина, Румунія, Сербія та Косово, Крим, Північний Кавказ; можливо, Македонія) й Західній Азії (Азербайджан, Грузія, Вірменія, Туреччина, пн.-зх. Іран).
Населяє альпійські луки й трав'янисті місцевості.
В Україні вид зростає на кримських яйлах.

## Синоніми
Синоніми: Luzula multiflora subsp. taurica (V.I.Krecz.) Novikov, Luzula multiflora subsp. caucasica V.I.Krecz., Luzula campestris subsp. taurica V.I.Krecz.